# Grin (музичка група)

Грин (енгл. Grin, IPA://) је била америчка рок група из Вашингтона, САД, основана 1969. Оснивач групе је био певач, композитор и мултиинструменталиста Нилс Лофгрен (тада тинејџер), а чланови су били басиста Боб Гордон и бубњар Боб Берберич. Група је у почетку имала мноштво живих наступа у широј области Вашингтона стекавши тако малобројно, али верно следбеништво, да би 1971. Лофгрен успео, захваљујући познанству са Нилом Јангом, с којим је сарађивао на Јанговом албуму After the Gold Rush, да обезбеди групи уговор за снимање првог студијског албума названог Grin. Потом су до 1974, са Лофгреном као гитаристом, уследила још три албума са енергичним, чврстим роком које је критика добро прихватила. Лофгрен је био аутор већине песама, а са бубњарем Берберичем одрађивао је и певачке задатке. Након другог албума, Лофгренов брат Том придружио се групи као ритам гитариста. Група ипак није успела да привуче изразитију пажњу публике па се након раскида сарадње са издавачком кућом распала 1974.
Група је свирала енергични кантри рок са примесама попа, а неке песме су биле претходница онога што ће нешто касније свирати групе попут, на пример, Линард Скинард. Лофгренове вокалне могућности нису биле велике, али је те недостатке компензовао гитаристичком виртуозношћу.

## Чланови
- Боб Берберич - бубњеви, вокал
- Боб Гордон - бас, вокал
- Нилс Лофгрен - гитара, вокал
- Том Лофгрен - ритам гитара

## Дискографија
- Grin LP Epic Records EPC 64272 (1971)
- 1+1 LP Spindizzy Records Z 31038 (1971)
- All Out LP Epic Records EPC 65166 (1972)
- Gone Crazy LP A&M Records SP4415 (1973)